# Zotye Domy X5
O Zotye Domy X5 é uma perua compacta de 5 portas fabricada pela empresa chinesa Zotye Auto de Yongkang, Zhejiang desde 2015.

## Visão geral

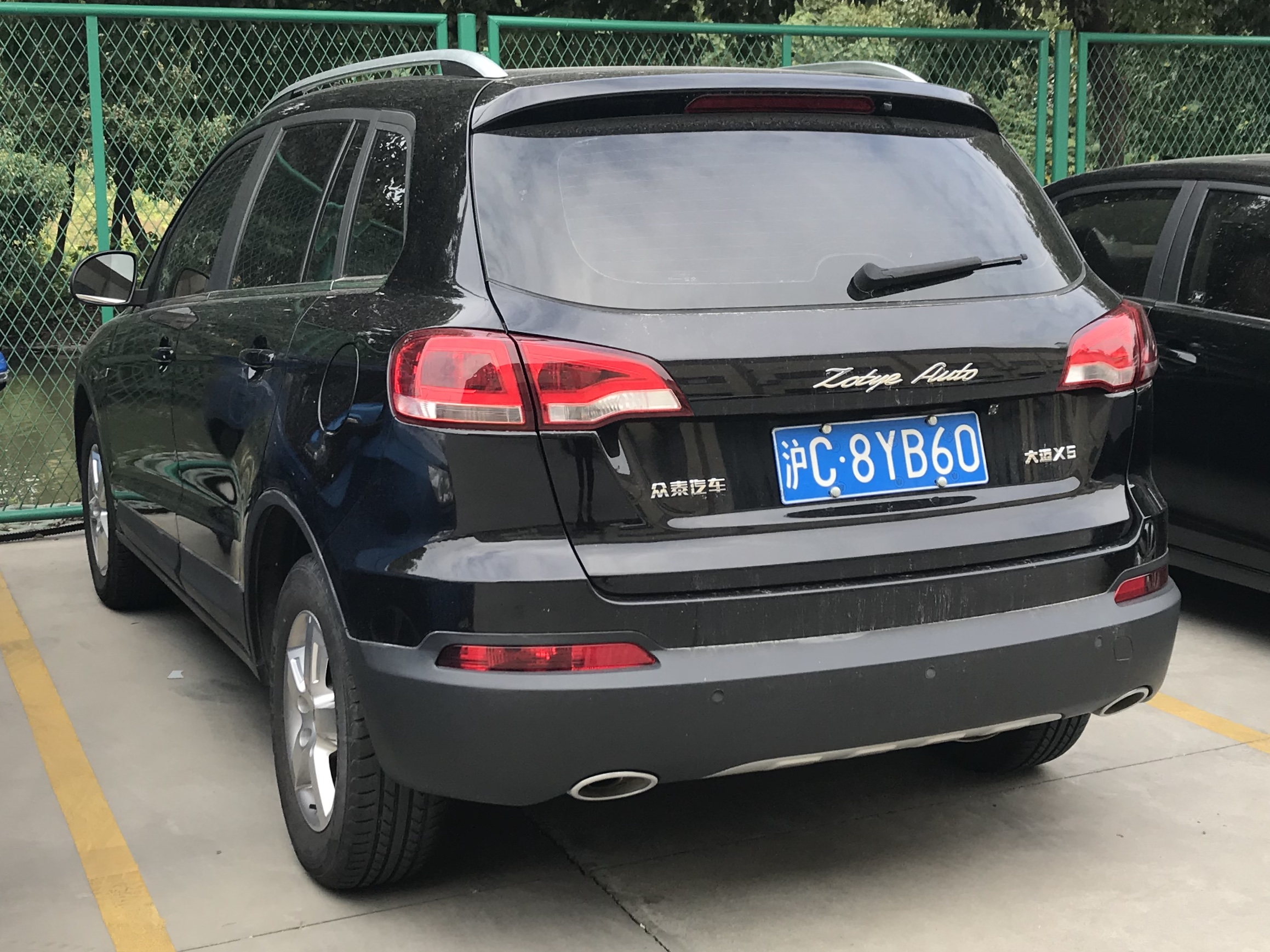
Traseira do Domy X5.

Revelado durante o Shangai Auto Show de 2015 na China, a versão de produção do Zotye Domy X5 foi lançada em setembro de 2015 com preços variando de 58,900 Yuans à 111,800 Yuans.